# Histopona strinatii
Histopona strinatii är en spindelart som först beskrevs av Brignoli 1976.  Histopona strinatii ingår i släktet Histopona och familjen trattspindlar.
Artens utbredningsområde är Grekland. Inga underarter finns listade i Catalogue of Life.